# ウィリアム・バリントン (第2代バリントン子爵)
第2代バリントン子爵ウィリアム・ワイルドマン・シュート・バリントン（英語: William Wildman Shute Barrington, 2nd Viscount Barrington PC、1717年1月5日 – 1793年2月1日）は、イギリスの貴族、政治家。1740年から1778年まで庶民院議員を務め、七年戦争とアメリカ独立戦争中に戦時大臣を務めたことで知られる。

## 出自
初代バリントン子爵ジョン・バリントンと妻アン・デインズ（Anne Daines、1763年2月8日没、サー・ウィリアム・デインズの娘）の長男として、1717年1月5日に生まれた。弟に陸軍軍人のジョン・バリントン、法律家のデインズ・バリントン、海軍軍人のサミュエル・バリントン、聖職者のシュート・バリントンがいる。ドルストンで家庭教師のジェームズ・グラハム（James Graham）から教育を受けた後、1735年から1738年までジュネーヴ大学で教育を受けた。1734年12月14日に父が死去するとバリントン子爵の爵位と父の遺産を継承した。1738年1月に成人すると帰国、2月にイングランドに到着した。

## 政界入り
バリントン子爵の爵位がアイルランド貴族だったため、イギリスの貴族院での議席はなかった。その代わり庶民院議員になる権利があり、バリントン子爵は1740年3月にベリック＝アポン＝ツイード選挙区で当選した（父が1715年から1723年までその議員を務めた選挙区でもあった）。野党派ホイッグ党として政治生涯を始めたバリントン子爵は1741年3月4日にはじめて演説し、海岸部の選挙区に対する与党派ホイッグ党の影響力が増大するとして、海軍の艦隊に人員を乗り組ませることに反対した。首相ロバート・ウォルポールが1742年初に辞任した後も野党にとどまり、1742年12月に年金受給者を議会から排除する議案を提出、1743年12月にハノーヴァー兵への資金援助の打ち切り議案を提出した（いずれも否決された）。
1744年にフランスによるイギリス侵攻計画が明らかになると、侵攻計画がイギリス政府の捏造だとして2月に人身保護法停止を延期する議案を提出したが、ウィリアム・ピット（大ピット）など野党側の議員はバリントン子爵の演説中、議案に反対して議場から退出した。その後、コバム派に転じ、公職への就任について相談すると、1745年1月にはリチャード・テンプル（後の第2代テンプル伯爵）から弟ジョージ・グレンヴィル宛ての手紙で「バリントン卿は下級大蔵卿にならないと言ったのだから、きっとどんな卿にもなれるとだろう」（since he will not be a lord of Trade, he may, I dare say, soon be a lord of whatever he pleases、第一大蔵卿（首相）にもなれるという意味）と言われた。

## グレンヴィル派の議員として
前年にフランドルへの陸軍派遣に反対したにもかかわらず、1745年1月23日にはフランドルへの陸軍派遣に賛成した。3月にも政府の議案を支持して演説し、1746年2月には初代コバム子爵リチャード・テンプルの要請を受けて下級海軍卿に就任、同年に1745年ジャコバイト蜂起に参加していた軍人第11代ラヴァト卿サイモン・フレイザーの告訴を担当した。また1745年10月8日にアイルランド貴族院議員に正式に就任した。1748年にオーストリア継承戦争が終結するとハノーファー兵1万6千人の動員を解除する議案に賛成、海軍の半給制度の創設と海軍における疫病問題の解決にも貢献した。

## 七年戦争
1754年3月に首相ヘンリー・ペラムが死去すると、初代ニューカッスル公爵トマス・ペラム＝ホールズが後任となった。直後の1754年イギリス総選挙でバリントン子爵はトマス・ワトソンとベリック＝アポン＝ツイードの議席を争ったが後に退き、次に支持の厚いブリストル選挙区に転じようとしたが再び退き、最終的にはプリマス選挙区に転じて再選した。同年3月に大蔵省での官職を求めてニューカッスル公爵に要望を出したが、4月に宮廷職の衣服長官に任命され（同時に下級海軍卿から退任）、「求めた以上のものを得て、二度とほかの任命を求めない」と皮肉で応じた。1755年3月11日、枢密顧問官に任命された。そして、1755年10月にニューカッスル公爵によって戦時大臣に任命された（衣服長官からは退任した）。国王ジョージ2世は任命について知っていたもののカンバーランド公爵ウィリアム・オーガスタスは予め告知されておらず、一時は問題になったこともあったが、カンバーランド公爵はバリントン子爵を信用するようになり、1762年7月の手紙で友人として署名した。バリントン子爵はその後戦時大臣を6年間務めたが、手紙で度々兵站管理の煩雑さと汚職問題について愚痴を漏らした。
バリントンが就任してしばらくたつと、ミノルカ島が陥落した（1756年6月）。バリントンは1756年3月21日に第7歩兵連隊をジブラルタル駐留軍への増援として派遣しており、内閣はジブラルタルを海軍基地として死守すべきと堅持したが、バリントン子爵は経験からジブラルタル総督トマス・フォークの派遣隊から1個大隊をジョン・ビング提督の旗艦に移した。しかしトゥーロンでのフランス艦隊も脅威になっていたためジブラルタル駐留軍を1個大隊も減らすことはできず、バリントン子爵は再び手紙を出してジブラルタルを守備すべきとした。現代ではバリントン子爵の2つの指示に矛盾があったことをミノルカ島陥落の一因とした。一方、ピット＝デヴォンシャー公爵内閣の組閣中、第2代テンプル伯爵は大ピットに手紙を書き、「国王はエリスを戦時大臣に任命することはない」と述べた。
戦争中、バリントン子爵の弟サミュエルとジョンはカリブ海を転戦、1759年にはグアドループ侵攻で遠征軍を率いていた。しかし、1758年10月には初代リゴニア子爵ジョン・リゴニアに手紙を書き、弟の昇進が早すぎるとした。1759年6月にもヘンリー・シーモア・コンウェイ将軍への手紙でニューカッスル公爵を支持しつつ政策での相違も厭わないとした。七年戦争の戦費は巨大だったが、バリントン子爵は1761年イギリス総選挙での資金提供を拒否した。

## 財務大臣と海軍財務長官として
1761年3月12日、戦時大臣から財務大臣に転じた。そして、ニューカッスル公爵が1762年5月に辞任したとき、自分の派閥に留まるよう求めたため、バリントン子爵も海軍財務長官への任命（1762年6月）を受け入れることができた。さらにはホイッグ党所属の友人に対しトーリー党政権と手を取り合うことを勧めたという。バリントン子爵自身の言葉によると、彼は常に政府を支持するわけではないが、反対するときは必ず強い理由をもって、公職からの辞任とともに行うとした。また、ほかの人が辞任したから辞任するということはせず、ニューカッスル公爵が間違っているときでも彼に従うことはしないとした。
第4代デヴォンシャー公爵ウィリアム・キャヴェンディッシュも辞任するに至り、バリントン子爵は彼の辞任が政権を不安定にすると憂慮した。というのもカントリ派ホイッグ党のデヴォンシャー公爵やキノール伯爵が辞任したため、トーリー党だけの内閣では庶民院での支持が不足しているためであり、ニューカッスル公爵が述べた通り倒閣運動が盛んになった。しかし、その間にもビュート伯爵、ジョージ・グレンヴィル、イグリモント伯爵、ハリファックス伯爵らとの友好関係を維持した。
1765年の第1次ロッキンガム侯爵内閣の組閣中、バリントンは7月17日にロンドンに戻り、ジョージ3世に対し戦時大臣への再任を求めた。26日にもチャタム伯爵による組閣が取り沙汰されると、再びジョージ3世に戦時大臣への任命を求めた。最終的に成立したロッキンガム侯爵内閣において、バリントン子爵は戦時大臣に就任した。

## 米州植民地問題
バリントン子爵はアメリカ植民地の喪失に対する責任があるとされた。1765年に内閣のロッキンガム派が同年に制定された印紙法を撤廃しようとしたとき、バリントン子爵は閣内でそれに反対した少数の人物の1人だった。その後もイギリスの内閣は米州植民地への強硬政策が悪影響を与え、1768年/1769年にアメリカ人がボイコット運動を行いイギリス東インド会社の財政が悪化したほか、1773年にはボストン茶会事件がおきた。ジョン・ウィルクスが庶民院議員への就任を求めたときにはバリントン子爵と陸軍支払長官のリチャード・リグビーが内閣を率いてウィルクスを追放した。その間にも議会でたびたび演説し、1761年11月から1778年まで175回の演説が記録されている。その多くが戦時大臣の業務に関連するものであり、1772年の王室結婚法など業務と無関係の議題では演説の数が少なかった。
1775年、バリントン子爵はジョン・バーゴイン将軍を北米におけるイギリス軍の指揮官に任命したが、バーゴインは気乗りしなかったという。このとき、バリントンとバーゴインは戦略についての考えで同じ意見を持っており、バリントンは陸軍を担当したが、反乱軍を撃破するにはイギリス海軍を戦略的に展開することが不可欠だったという。バリントンの考えによると、大規模な常備軍と植民地貿易の封鎖を同時に行う必要があるが、郊外でアメリカ人を追い回すことはすべきでないという。しかし、バーゴインは1777年のサラトガの戦いに敗北したことで、本国に召還された。
1775年10月と1776年6月に庶民院から離れることをジョージ3世に申し入れたが、2度とも国王に説得され思いとどまり、1776年9月に三たび申し入れたときは戦時大臣に留任することを条件に了承されたが、首相のノース卿は戦時大臣が庶民院議員でなければならないとして拒否した。そのあと、1777年1月から2月と1777年6月の2度にわたって同じ申し入れをしたが、いずれも拒否された。同年12月にバーゴイン降伏の報せが届いたときは引退の時機ではないと考えたが、1778年3月と5月にも庶民院引退を求め、今度はようやく認められ5月24日に庶民院議員から、12月に戦時大臣から退任した。同年12月16日に公職に就任しないことを条件に2千ポンドの年金を受け取った。バリントンは友人への手紙で「これまでで最も静かな[...]政治上の死を迎えたことを得意に思う」（I flatter myself that no man ever died a more quiet [...] political death.）と書いた。

## 晩年と死
1781年末にル・ディスペンサー男爵が急死したことで郵政長官に空きが生じると、バリントン子爵は1782年1月9日に年金を放棄して就任したが、ノース内閣が倒れたことで4月に辞任を余儀なくされた。ノース卿の後任である第2代シェルバーン伯爵ウィリアム・ペティはアメリカ独立阻止に反対していたため、バリントン子爵の年金を差し控えたが、バリントン子爵はジョージ3世に直に訴え、ジョージ3世から年金の回復を約束された。
1793年2月1日に死去、シュリヴェナムで埋葬された。弟ジョンの息子ウィリアムが爵位を継承した。

## 家族
1740年9月16日、メアリー・ラヴェル（Mary Lovell、1764年9月24日没、ヘンリー・ラヴェルの娘、サミュエル・グリムストンの未亡人）と結婚したが、2人の間に子供はいなかった。